# Nak
Nak là một thị trấn thuộc hạt Tolna, Hungary. Thị trấn này có diện tích 27,78 km², dân số năm 2010 là 582 người, mật độ 21 người/km².